# سرطان الثدي الالتهابي
سرطان الثدي الالتهابي (بالإنجليزية: Inflammatory breast cancer)‏ هو نوع نادر وشرس من أنواع سرطان الثدي والذي قد يصيب النساء في جميع الأعمار (ويصيب الرجال بشكل نادر جداً).
يصنف سرطان الثدي الالتهابي ضمن الأورام التي تتطور وترتشح موضعياً وذلك يعني أن انتشاره يكون إلى النسيج المجاور للمنشأ الأصلي أو للعقد اللمفاوية القريبة.يعتبر سرطان الثدي الالتهابي مرحلة متقدمة من السرطان وذلك يعني أن الورم قد انتشر بعيداً عن نقطة بدئه في النسيج المجاور أو العقد اللمفاوية المجاورة كاحتمال وارد.سمي بالالتهابي لأنه غالباً مايترافق مع أعراض شبيهة بأعراض الالتهاب. ومع ذلك فقد تظهر معه أعراض مختلفة تماماً وفي معظم الأحيان لا يترافق معه ورم يكشف عنه لذلك يتم تشخيصه عن طريق التصوير الشعاعي للثدي أو الموجات فوق الصوتية.
فقط 50% - 75% من الحالات تظهر لديها الأعراض النموذجية في بعض الأحيان تكون الأعراض غير نمطية.
سرطان الثدي الالتهابي يشكل نسبة ضئيلة من حالات الإصابة بسرطان الثدي (1-6% في الولايات المتحدة) غالباً مايتم تشخيصه عند النساء الصغيرات بالسن، مع أن متوسط عمر الإصابة به لا يختلف كثيراً عن متوسط عمر الإصابة بحالات سرطان الثدي الأخرى (متوسط عمر الإصابة 57 سنة).
التطورات الحديثة في مجال الطب والعلاج أدت إلى تحسين طرق التشخيص بدرجة كبيرة، على الأقل ثلث النساء سيبقين على قيد الحياة لعشر سنوات أو أكثر بعد تشخيص حالتهن بالمرض.

## الأعراض
الأعراض متغيرة كثيراً وقد لا تظهر أي أعراض على الإطلاق في سرطان الثدي الالتهابي الغامض.
من أعراضه النموذجية احمرار الثدي وتورمه والتهابه وفي بعض الأحيان قد تظهر هذه الأعراض خلال ليلة واحدة.
ومن السهل أن يتم الخلط بينه وبين التهاب غدة الثدي. اجتياح السرطان للقنوات والأوعية اللمفاوية يسبب انسدادها ويمنع التصريف مما يسبب تورم الثدي، قد يتسبب تراكم السوائل في الثدي إلى ظهوره بشكل متحبب يشبه شكل قشرة البرتقال. في بعض الأحيان تشخص بشكل خاطىء على أنه لدغة حشرة أو عدوى في الثدي.
في حالة سرطان الثدي الالتهابي لا يوجد ورم في الغالب كما في بقية سرطانات الثدي.
الأعراض قد تتضمن:
- ألم الثدي.
- تغيرات في جلد الثدي.
- (احمرار الثدي وتحول ملمسه وشكله إلى ما يشبه قشرة البرتقال)
- التورم المفاجىء للثدي.
- الحكة.
- تقلص وانكماش الحلمة (تسطحها).
- تورم الغدد اللمفاوية تحت الذراع وفي الرقبة.
- دفء غير عادي في الثدي المصاب.
- أن يصبح الثدي قاسي ومتصلب.

الأعراض الأخرى النادرة:
- تورم الذراع.
- تقلص حجم الثدي بدلاً من أن يزيد.
- تحول لون الثدي إلى البنفسجي.

مع أنه يوجد كتلة بالثدي في معظم الحالات إلا أنه في أغلب حالات سرطان الثدي الالتهابي يكون موزع وبدون ورم محدد المعالم. الورم قد يظهر فجأة وينمو بسرعة.
```
أغلب المرضى لا تظهر لديهم جميع أعراض سرطان الثدي الالتهابي. ليس بالضرورة أن توجد كل الأعراض حتى تشخص الإصابة بالمرض.
```

## التشخيص
الطريقة الوحيدة الموثوقة للتشخيص هي أخذ خزعة من الثدي. التصوير الشعاعي للثدي والموجات فوق الصوتية غالباً ماتظهر علامات مثيرة للشبهة ولكنها في غالب الأحيان لا تستطيع تشخيص المرض.
العديد من الحالات مثل التهاب غدة الثدي وحتى قصور القلب قد تحاكي الأعراض النموذجية للإصابة بسرطان الثدي الالتهابي.
التذبذب في الأعراض وانحدارها سواء ان كان عفوي أو نتيجة للعلاج التقليدي أو التغيرات الهرمونية يجب أن لا يأخذ بعين الاعتبار عند تشخيص المرض.
من المتعارف عليه ان سرطان الثدي الالتهابي يستجيب للمضادات الحيوية والبروجستيرون، ولا يمكن استبعاد انه قد يستجيب للعلاجات الدوائية والهرمونية الأخرى.

## المراحل
- الطور IIIA- اقل من ثدي واحد كامل مصاب.
- الطور IIIB - الثدي بكامله مصاب، قد يكون قد انتقل إلى الانسجة القريبة من الثدي، كالجلد وجدار الصدر بمافيه اضلاع وعضلات الصدر. السرطان قد يكون قد انتقل إلى الغدد اللمفاوية داخل الصدر أو تحت الذراع.
- الطور IV - تعني ان السرطان انتشر إلى أعضاء أخرى. يمكن لهذا ان يشمل العظام، الرئة، الكبد و/أو الدماغ، وأيضاً الغدد اللمفاوية في الرقبة.

## العلاج
العلاج يشمل العلاج الكيميائي مع مجموعة من العلاجات الأخرى، العلاج الإشعاعي، العلاج الهرموني عند الحاجة وفي بعض الحالات الجراحة.
مثبطات الاستروجين أو المثبطات الهرمونية تظهر تحسين ايجابي.
الجراحة كانت تجرى بصورة نادرة لأن سرطان الثدي الالتهابي يعتبر systemic cancer, ومع ذلك فإن الجراحة قد تحسن النتيجة النهائية والآن يتم وضعها بعين الإعتبار.
استئصال جزء من الثدي فقط ليس خيار عند مرضى سرطان الثدي الالتهابي. يوصى أيضاً باستئصال الغدد اللمفاوية.
تورم الذراع واليد من الجهة التي اجريت فيه الجراحة، قد يكون إحدى مضاعفات استئصال الغدد اللمفاوية. إعادة بناء الثدي هو خيار موجود لدى المريضات ممن تم استئصال الثدي لديهن بعد شفائهن.
في حالة المدخنات والمصابات بداء السكري حدوث المضاعفات هو أكثر شيوعاً.

## روابط خارجية
- The Inflammatory Breast Cancer Research Foundation
- MD Anderson's Inflammatory Breast Cancer Clinic and Research Program
- The Inflammatory Breast Cancer Foundation